# Phlégéthon
Dans la mythologie grecque, le Phlégéthon (en grec ancien Φλεγέθων / Phlegéthôn, « le flamboyant ») ou Pyriphlégéthon (Πυριφλεγέθων / Pyriphlegéthôn, « Phlégéthon de feu ») est un fleuve de feu qui coule dans les Enfers ainsi que le nom du dieu fleuve de ce cours d'eau. C'est un affluent de l'Achéron, circulant du royaume d'Hadès au Tartare ; son feu liquide maintient les damnés suffisamment en vie pour subir les supplices des Champs du Châtiment.

## Évocation artistique
- Jean-Philippe Rameau dans son Hippolyte et Aricie, livret de Simon-Joseph Pellegrin, montre le dieu des Enfers, Pluton, évoquant la puissance de son domaine[1] :

« Qu’à servir mon courroux tout l’Enfer se prépare ;

Que l’Averne, que le Ténare,

Le Cocyte, le Phlégéthon,

Par ce qu’ils ont de plus barbare,

Vengent Proserpine et Pluton. »
- Le Phlégéthon apparait dans la série de romans Héros de l'Olympe de Rick Riordan, plus précisément dans le quatrième tome, La Maison d'Hadès, Annabeth et Percy s'y abreuvant, le fleuve de feu liquide ayant pour faculté de garder ceux qui la boivent en vie, pour qu'ils puissent endurer les tourments des Champs du Châtiment, ce qui permet au deux héros de survivre.
- Victor Hugo mentionne le Phlégéthon dans Notre-Dame de Paris, dans le chapitre où les habitants de l'île de la cité découvrent un Quasimodo bébé déjà difforme et repoussant. C'est le personnage de Robert Mistricolle, protonotaire du roi, qui y fait référence[2] :

 « Enfant trouvé ! dit-il après avoir examiné l'objet. Trouvé apparemment sur le parapet du fleuve Phlégéto ! »
- Dante Alighieri réimagine le Phlégéton dans sa Divine Comédie comme une rivière de sang en ébullition coulant dans le cercle de la violence au sein des Enfers dans laquelle brûle les âmes des coupables de violence contre leurs voisins. La rivière est alors gardé par trois centaures qui décochent leurs flèches sur tout pécheur qui tenterait de s'échapper.